# Dopolavoro Borletti 1935-1936
Questa voce raccoglie le informazioni riguardanti il Dopolavoro Borletti Milano, nelle competizioni ufficiali della stagione 1935-1936.

## Verdetti stagionali
- Divisione Nazionale 1935-1936: 1ª classificata su 12 squadre[1]. Campione d'Italia  (1º titolo)

## Roster
- Davide Bottasini
- Franco Brusoni
- Enrico Castelli
- Ezio Conti
- Emilio Giassetti
- Camillo Marinone
- Sergio Paganella

All: Giannino Valli